# Filmografia dei Beatles
L'esperienza cinematografica dei Beatles non è stata sicuramente pari a quella musicale; così il risultato che ne deriva non è da considerare complessivamente (almeno così si è espressa gran parte della critica) né importante né particolarmente eclatante.
I loro film (in molti casi privi di un plot ben definito o di una sceneggiatura di senso compiuto) avevano una ragion d'essere solo in virtù della loro presenza scenica e quale fenomeno destinato a muovere (nel pensiero e nel corpo) intere masse giovanili. Senza contare la funzione di traino che avevano per le loro canzoni in via di lancio.

## Nuovi fratelli Marx?
I Beatles erano sostanzialmente dei musicisti e come attori non sembravano destinati ad avere un grande avvenire. Nonostante ciò qualcuno – senza timore che il giudizio apparisse irriverente – li definì i nuovi fratelli Marx.
Esclusi i (pochi) videoclip e i documentari televisivi o dei cinegiornali, allora ancora abbastanza in voga, e non tenendo conto della colonna sonora fornita da Paul McCartney al film del 1973 Agente 007 - Vivi e lascia morire (Live and Let Die), la loro esperienza nel campo della settima arte si riduce alla partecipazione a cinque film, tenendo conto del fatto che in uno di essi era presente solo un Beatle, John Lennon, e che un quinto film nel quale compaiono in copertina tale non si può considerare in senso stretto, per ragioni che si vedranno più avanti (nell'elenco che segue viene comunque incluso).

## Catalogo modesto ma di "rottura"
A detta dei critici, l'unico valore aggiunto fornito dai Beatles e dai loro film al panorama cinematografico della loro epoca, è contenuto nella fantasia (fantasmagoria anche) delle immagini, nell'uso sapiente e moderno del montaggio (i videoclip erano ancora di là da venire) e, naturalmente, nelle musiche, comunque riconoscibili ed apprezzabili.
Così il catalogo dei film dei Beatles (cui va riconosciuto un certo stile di rottura) è questo:

### Tutti per uno
- 1964 – In Italia uscito con il titolo Tutti per uno, di Richard Lester, il regista inglese che contendeva a Brian Epstein e George Martin il titolo di quinto Beatle.

In origine il film (la frase del titolo si rifà ad un'espressione gergale usata come tormentone da Ringo Starr) avrebbe dovuto intitolarsi Beatlemania; con un taglio fra il semi-documentaristico e il musical ricco di invenzioni, i quattro musicisti sono seguiti dalla cinepresa durante il movimentato trasferimento in treno da Liverpool a Londra dove dovranno tenere un concerto. Braccati dai fans, i musicisti – fra figure di contorno di scarso spessore – riusciranno a presentarsi all'appuntamento (non prima però di essersi recati in incognito in un club, abbandonando in maniera sbarazzina la sessione di prove).
Il film debuttò al London Pavillon alla presenza della famiglia reale. Ebbe due nomination agli Oscar e gli incassi coprirono dieci volte il costo della realizzazione. Il regista Lester racconterà di essersi limitato a muovere la camera da presa al ritmo della musica, ma il film si rivelerà il maggiore successo cinematografico dei Beatles.

### Aiuto!
- 1965 – Sempre per la regia di Richard Lester.

In una caotica avventura, i Beatles interpretano sé stessi, con tanto di scienziati pazzi, escursioni alle Bahamas, inseguimenti da parte di adepti di una setta indù adoratori della Dea Kalì, anelli (di Ringo Starr) rubati e improbabili sciate sulle montagne austriache; riescono però, fra una sequenza e l'altra, a cantare sette nuove canzoni.

### Magical Mystery Tour
- 1967 – Fu l'unico tentativo dei Beatles di girare un film in piena autonomia, ma l'esito non fu felice come nelle precedenti occasioni.

Concepito durante un viaggio negli Stati Uniti da Paul McCartney, il film fu girato praticamente senza sceneggiatura ma solo sulla base di piccole tracce sparse. Durante le due settimane in cui il Magic Mystery Bus viaggiò nel sud dell'Inghilterra ogni Beatle portò il proprio contributo in termini di invenzione di gag.
Presentata in televisione, la pellicola fu aspramente criticata dai media e soltanto successivamente rivalutata e distribuita in sale cinematografiche e in videocassetta. Anche in questo caso il film servì a lanciare un nuovo LP del quartetto di Liverpool.

### Yellow Submarine
- 1968 – Nel lungometraggio animato ispirato all'omonimo brano, i Beatles appaiono solo in una breve sequenza finale.

Nel resto del film sono sostituiti dalla propria immagine disegnata; il lavoro, nel suo complesso, fu definito da critici in svariati modi: apologia del mito, operazione promozionale del disco che doveva lanciare, ma anche sintesi delle più innovative esperienze figurative, dall'Art Nouveau, al Surrealismo, alla Pop art.
Nel suo divenire, il film, diretto da George Dunning per la parte di animazione e per il resto da Dennis Abey, parve un'ingenua variante del Mago di Oz con tanto di appendice morale: il regno di Pepperland è invaso dai biechi blu che vogliono abolire musica e colori; ma ci penserà il direttore della Sgt. Pepper's Lonely Hearts Club Band a mettere tutto a posto: navigando sul Sottomarino giallo giungerà fino a Liverpool a chiedere soccorso agli stessi Beatles.

### Let It Be - Un giorno con i Beatles
- Let It Be - Un giorno con i Beatles – 1970 – Motivazioni contrattuali sono alla base dell'ultimo film interpretato collettivamente dai Beatles.

La United Artists aveva stipulato un contratto per tre film: i due diretti da Lester ed un terzo titolo, appunto Yellow Submarine; quest'ultima pellicola, però, non accontentò la casa produttrice: un ulteriore terzo film doveva essere girato.
Probabilmente nessuno poteva immaginare che il film, realizzato da Michael Lindsay-Hogg nel 1969 e uscito nel 1970, l'anno dello scioglimento del gruppo, sarebbe stato un documento per molti versi destinato a entrare nella storia della musica rock: si trattava infatti dell'ultimo concerto dei Beatles, ripreso live sul tetto dell'edificio londinese sede della casa discografica Apple Records, con i quattro baronetti dai volti tirati impegnati a gettare gli (ultimi) accordi al vento per un pugno di curiosi, per lo più impiegati che lavoravano nello stesso stabile, mentre fan imperterriti si affollavano in strada nella (vana) speranza di riuscire a vedere ancora una volta i loro idoli.

### Progetti rifiutati e non realizzati
Già nel 1963 venne offerto il primo ruolo cinematografico ai Beatles, The Yellow Teddybears, diretto da Robert Hartford-Davis. Il film era un cupo dramma giovanile basato su un vero tabloid dell'epoca in cui delle ragazzine liceali si appuntavano delle toppe con degli orsacchiotti gialli sulle uniformi scolastiche come segnale segreto della perdita della propria verginità. I Beatles avrebbero dovuto interpretare una band di liceali che corteggia alcune delle ragazze protagoniste ma decisero di rifiutare, anche per il fatto che la band non avrebbe suonato le proprie canzoni nella pellicola preferendo aspettare l'occasione di un film interamente incentrato su di loro quali poi furono A Hard Day's Night e Help!.
Nel 1965 ai Beatles venne proposto come terzo film del loro contratto un film scritto da Richard Condon, sceneggiatore e scrittore di successo, già autore di Va e uccidi. Intitolato A Talent for Loving o The Great Cowboy il film avrebbe dovuto essere un western ambientato in un ranch colpito da una maledizione azteca. Nonostante venne ufficializzata la presenza dei Beatles ad inizio 1965 la band poco dopo rifiutò unanimemente la proposta, ma una versione cinematografica dello stesso soggetto venne comunque realizzata nel 1969 con protagonisti Richard Widmark, Chaim Topol e Cesar Romero.
Nello stesso periodo venne proposta l'idea di realizzare delle canzoni inedite e prestare le voci per la trasposizione animata de Il Libro della Giungla, ma John Lennon si oppose all'idea di un film prodotto dalla Disney e non se ne fece nulla.
Un'altra idea fu un film basato su una versione comica dei Tre moschettieri diretto anche questa volta da Richard Lester. Anche in questo caso non se ne fece nulla ma Lester realizzò la pellicola nel 1973 con un altro cast.
Durante la seconda metà degli anni '60 i Beatles sono stati anche al centro di un progetto per un'ipotetica trasposizione cinematografica de Il Signore degli Anelli di J.R.R.Tolkien diretta da Stanley Kubrick. La pellicola avrebbe visto Paul nei panni di Frodo, Ringo in quelli di Sam, George avrebbe interpretato Gandalf mentre John sarebbe stato Gollum. Il progetto probabilmente avrebbe trovato concretizzazione se non fosse stato per l'opposizione di Tolkien stesso, contrario a trasposizioni cinematografiche delle sue opere letterarie.
Un altro progetto, per cui venne contattato Michelangelo Antonioni e dal titolo Shades of personality, si sarebbe focalizzato sulla vicenda di un uomo chiamato Stanley Grimshaw sofferente di personalità multiple, ognuna per ogni membro della band. Il progetto non venne mai ufficialmente rifiutato ma venne messo in secondo piano rispetto alla carriera musicale non venendo col tempo più preso in considerazione.
Un altro progetto che riuscì quasi a vedere la luce fu un lungometraggio basato su una storia originale di Joe Orton, uno degli autori emergenti più controversi e popolari della Swinging London, famoso per le sue storie basate su un umorismo nero e macabro. La sceneggiatura, intitolata Up Against It e scritta appositamente per i Beatles (rielaborando parte del materiale precedente di Shades of Personality e altre opere di Orton) si basava su un complesso intreccio a base di sesso, violenza, poligamia e travestismo, il film avrebbe incluso anche nel cast Mick Jagger e Ian Mckellen. Apparentemente la band non vide di buon occhio la sceneggiatura, ritenendo potesse danneggiare la loro reputazione. In ogni caso la mattina fissata per l'incontro per la discussione del progetto Orton venne trovato assassinato a colpi di martello nel suo appartamento, ucciso in un caso di omicidio-suicidio dal suo amante Kenneth Halliwell. Questi avvenimenti furono probabilmente la causa che portarono i Beatles a realizzare interamente da soli un progetto cinematografico in proprio il quale si concretizzò in Magical Mystery Tour, il quale comunque non venne considerato dagli studios come ipotetico terzo film per soddisfare il contratto originale.
ll 14 maggio 1968 John Lennon affermò durante una conferenza stampa alla Apple Corps che era in cantiere l'idea di una trasposizione filmica entro la fine dell'anno dei suoi due libri di nonsense: In His Own Write (1964) e A Spaniard of Works (1965), già adattati l'anno precedente in un'opera teatrale con la collaborazione di Adrienne Kennedy e Victor Spinetti. Nonostante questo annuncio il film non si concretizzò mai.
Nello stesso anno i Beatles ottennero una nuova proposta cinematografica, questa volta da parte del regista francese Jean Luc-Godard, interessato a girare un film a Londra con protagonista il celebre quartetto, ma la band rifiutò il ruolo, il quale successivamente venne accettato dai Rolling Stones concretizzandosi nella pellicola One Plus One.

## Filmografia

### Film sui Beatles
- 1964 - Allarme a N.Y. arrivano i Beatles! (I Wanna Hold Your Hand), regia di Robert Zemeckis (1978)
- La nascita dei Beatles (Birth of The Beatles), regia di Richard Marquand (1979)
- John and Yoko: A Love Story, regia di Sandor Stern (1985)
- Backbeat - Tutti hanno bisogno di amore (Backbeat), regia di Iain Softley (1994)
- La vera storia di John Lennon (In His Life: The John Lennon Story), regia di David Carson - film TV (2000)
- Due di noi - The Beatles, regia di Michael Lindsay-Hogg - film TV (2000)
- The Linda McCartney Story, regia di Armand Mastroianni - film TV (2000)
- Nowhere Boy, regia di Sam Taylor-Wood (2009)

### Film che riutilizzano canzoni dei Beatles
- All This and World War II (1976), regia di Susan Winslow
- Sgt. Pepper's Lonely Hearts Club Band, regia di Michael Schultz (1978)
- Beatlemania (1981), regia di Joseph Manduke
- Concrete Angels, regia di Carlo Liconti (1987)
- Secrets, regia di Michael Pattinson (1992)
- Mi chiamo Sam (I Am Sam), regia di Jessie Nelson (2001)
- Across the Universe, regia di Julie Taymor (2007)
- Big Time Movie, regia di Savage Steve Holland (2012)
- Yesterday, regia di Danny Boyle (2019)

### Documentari
- Imagine, regia di John Lennon, Yōko Ono e Steve Gebhardt (1972)
- The Compleat Beatles, regia di Patrick Montgomery (1982)
- Imagine: John Lennon, regia di Andrew Solt (1988)
- The First U.S. Visit, regia di Kathy Dougherty, Susan Froemke, Albert e David Maysles (1991)
- The Beatles Anthology, regia di Bob Smeaton, Geoff Wonfor e Kevin Godley (1995)
- U.S.A. contro John Lennon (The U.S. vs. John Lennon), regia di David Leaf (2006)
- George Harrison: Living in the Material World, regia di Martin Scorsese (2011)
- Beatles Stories, regia di Seth Swirski (2011)
- Freda - La segretaria dei Beatles (Good Ol'Freda), regia di Ryan White (2013)
- The Beatles: Eight Days a Week - The Touring Years, regia di Ron Howard (2016)
- The Beatles: Sgt Pepper & Beyond, regia di Alan G. Parker (2017)
- The Beatles: Get Back, regia di Peter Jackson (2021)

### Film che ha per protagonista solo John Lennon
- Come ho vinto la guerra (How I Won the War), regia di Richard Lester (1967)